# Sonderkommando Künsberg
Das Sonderkommando Künsberg, auch Gruppe Künsberg, war eine von zahlreichen nationalsozialistischen Organisationen, die während des Zweiten Weltkriegs systematisch kulturelle Schätze aus den von der Wehrmacht besetzten Gebieten beschlagnahmte.
Die vom SS-Obersturmbannführer Eberhard von Künsberg befehligte Einheit unterstand formell dem Auswärtigen Amt unter Außenminister Joachim von Ribbentrop.

## Auftrag
Ursprünglich aufgestellt, um 1939 während des Einmarsches in Polen diplomatische Vertretungen feindlicher und neutraler Staaten zu sichern und auch politisch relevantes Material zu beschlagnahmen, weitete sich das Aufgabengebiet des Sonderkommandos durch weitergehende Anordnungen, Sonderaufträge und nicht zuletzt durch das eigenmächtige Handeln Künsbergs rasch aus. 1940 konfiszierte es im Auftrag Ribbentrops  besetzten Frankreich  Akten der französischen Behörden und aus den Botschaften der Staaten, die sich mit Deutschland im Krieg befanden. Dazu beschlagnahmte das Sonderkommando wertvolle Kunstgegenstände aus jüdischem Besitz.
Das Oberkommando des Heeres (OKH), der Sicherheitsdienst (SD), die Sicherheitspolizei (Sipo) und das Außenministerium versuchten vergeblich, Künsbergs Tätigkeitsfeld einzuschränken. Ein Befehl vom 11. Juni 1941 beschränkte die Tätigkeit des Sonderkommandos auf die Beschlagnahme von Aufzeichnungen der Botschaften und Gesandtschaften.

## Einsatzgebiet Jugoslawien
Nach dem Überfall auf Jugoslawien beschlagnahmte das Sonderkommando Künsberg in Belgrad eine Reihe kriegswichtiger Dokumente. Zuvor war die Luftwaffe ausdrücklich angewiesen worden, bestimmte Gebäude wie das militärgeographische Institut und das im Innenministerium untergebrachte statistische Amt nicht zu bombardieren. Am 17. April 1941 wurde umfangreiches Karten- und landeskundliches Material beschlagnahmt, darunter auch bis dahin nicht im Besitz der Wehrmacht befindliche neueste topographische Karten des Landes sowie die nicht veröffentlichten Bevölkerungsstatistiken der jugoslawischen Volkszählung von 1931.

## Einsatzgebiet Griechenland
Nach der Besetzung Griechenlands spürte das Sonderkommando Künsberg am 5. Juni 1941 auf Kreta einen Teil des griechischen Staatsschatzes auf und transportierte 91 kg Gold nach Athen, von wo es der deutsche Generalbevollmächtigte Günther Altenburg nach Berlin bringen ließ.

## Einsatzgebiet Sowjetunion
Vergleichsweise gut ausgerüstet agierte das Sonderkommando Künsberg nach dem Einmarsch in die Sowjetunion als selbständige Einheit an vorderer Front. Das Kommando erfüllte geheime Sonderaufträge für Reichsaußenminister Ribbentrop und beschlagnahmte zugleich auf Befehl von General Franz Halder in der Uniform der Geheimen Feldpolizei außenpolitische Akten.
Ab 1942 beauftragte das Oberkommando der Wehrmacht (OKW) die Beschlagnahmen. In den gesamten besetzten Gebieten vom Baltikum bis in die Krim wurden Depots des Sonderkommandos eingerichtet, in denen die Kriegsbeute zum Abtransport vorbereitet wurde.
In Osteuropa arbeitete das Sonderkommando Künsberg in Konkurrenz zu anderen dort operierenden nationalsozialistischen Institutionen, insbesondere dem Einsatzstab Reichsleiter Rosenberg (ERR) und der Forschungs- und Lehrgemeinschaft Ahnenerbe, die Heinrich Himmler unterstand.
Anders als Ahnenerbe und ERR, deren Beschlagnahmen für eigene wissenschaftlichen Zwecke verwendet werden sollten, nahm Künsberg Kunst für die Verteilung an interessierte Institutionen in Beschlag. Bis 1942 waren 304.694 Kunstgegenstände an andere Institutionen übergeben worden.

## Kriegsbeute-Ausstellung in Berlin
Im März 1942 wurde die Kriegsbeute auf einer Ausstellung in der Berliner Hardenbergstraße gezeigt, auf der über 37.500 Bände unter anderem aus dem Katharinenpalast in Puschkin (früher Zarskoje Selo) und dem Schloss Gattschina, 69.000 geographische Karten, 75.000 Bände geographischer Literatur an ausgewählte Vertreter der höchsten NS-Ministerien, des Reichsministeriums für Volksaufklärung und Propaganda und der Reichskanzlei verteilt wurden.
Neben den Abteilungen des Auswärtigen Amtes zählte Alfred Rosenbergs Reichsministerium für die besetzten Ostgebiete zu den Hauptempfängern. Das Oberkommando der Wehrmacht und der Sicherheitsdienst erhielten im Kriegsgebiet beschlagnahmte Karten und andere regionale geographische Informationen. Zahlreiche Bibliotheken und Institute bekundeten Interesse an den verschleppten sowjetischen Kulturgütern.

## Suspendierung und Auflösung
Am 1. August 1942 wurde das Sonderkommando der Waffen-SS unterstellt. Künsberg wurde von seinem Posten suspendiert. Er hatte die Sympathien von Ribbentrops verloren, dem er zu viele eigenmächtige Entscheidungen getroffen hatte.
Im Winter 1942 wurde die Hauptabteilung Berlin geschlossen, Mitte 1943 wurde das Sonderkommando vollständig aufgelöst. Einige Mitarbeiter setzten ihre Arbeit unter dem Kommando des Reichssicherheitshauptamtes (RSHA) fort.

## Mitglieder
Auswahl an Mitgliedern: Helmut Bauer, Hellmut Haubold; Jürgen von Hehn; Alfred Karasek; Hans-Peter Kosack; Wilfried Krallert; Eberhard von Künsberg; Viktor Paulsen; Peter Scheibert